# Meigenia flaviventris
Meigenia flaviventris là một loài ruồi trong họ Tachinidae.